# Microsoft Media Server
Microsoft Media Server (MMS) — unicast-протокол мультимедиавещания корпорации Microsoft, используемый в Microsoft Media Services (ранее назывался NetShow Services). MMS может доставляться через протоколы UDP или TCP. По умолчанию используется порт UDP/TCP 1755.
Корпорация Microsoft отказалась от MMS в пользу RTSP в 2003 году с выходом Windows Media Services 9, но продолжала поддержку MMS в интересах обратной совместимости до Windows Media Player 11 и Windows Media Services - до 2008 года.
Microsoft всё же рекомендует использование mms:// как указателя URL. Как часть протокола Windows Media Player 11 клиент, открывающий адрес mms://, сначала попытается подключиться по протоколу RTSP через UDP, а если не получится, то через TCP. Ранние версии Windows Media Player до версии 11 после невозможности подключиться по RTSP пытаются подключиться по MMS через UDP, затем MMS через TCP. Если же и по протоколу MMS подключиться не удаётся, тогда пытаются подключиться по изменённой версии HTTP через TCP, также называемой как MMSH.